# Dog Party
A Dog Party az amerikai gitáros, Scott Henderson első nagylemeze, amelyet 1994-ben adott ki a Mesa Records. Az albumon található néhány számban, illetve dalszövegben kutyákról van szó, mint metafora.

## Számlista
Az összes szám szerzője Scott Henderson. 
| 1.    | Hole Diggin´         | 4:19 |
| 2.    | Fence Climbin´ Blues | 6:54 |
| 3.    | Dog Party            | 6:42 |
| 4.    | Same As You          | 5:09 |
| 5.    | Milk Bone            | 5:40 |
| 6.    | Hell Bent Pup        | 5:20 |
| 7.    | Hound Dog            | 4:03 |
| 8.    | Dog Walk             | 5:09 |
| 9.    | Smelly Ol´ Dog Blues | 7:55 |
| 10.   | Too Many Guitars     | 4:38 |
| 56:51 |                      |      |

## Közreműködők
- Scott Henderson – gitár
- Kirk Covington – dob és ének
- Richard Ruse – basszusgitár
- Pat O`Brian – szájharmonika
- Scott Kinsey– billentyűs hangszerek
- Stan Martin – trombita
- Mike Whitman – szaxofon
- Erin McGuire – ének (Same As You)
- Linda Zegarelli – szájharmonika (Same As You)
- Willie Scoggins – 1. gitárszóló (Too Many Guitars)
- Steve Trovato – 2. gitárszóló (Too Many Guitars)
- Keith Wyatt – 3. gitárszóló (Too Many Guitars)
- Scott Henderson – 4. gitárszóló (Too Many Guitars)
- T.J. Helmerich – 5. gitárszóló (Too Many Guitars)

## Külső hivatkozások
- Hivatalos oldal (angolul)